# Dieter Althaus
Dieter Althaus (Heilbad Heiligenstadt, 29 juni 1958) is een Duitse bestuurder en voormalig politicus van de CDU. Tussen juni 2003 en oktober 2009 was hij minister-president van de Duitse deelstaat Thüringen.

## Biografie
Dieter Althaus groeide op in de DDR. Na zijn dienstplicht bij de Nationale Volksarmee (1977–1979) volgde hij in Erfurt een lerarenopleiding natuur- en wiskunde. Aansluitend was hij van 1983 tot 1989 werkzaam als leerkracht op een school in Geismar.

### Politieke loopbaan
In 1985 sloot Althaus zich aan bij de Oost-Duitse CDU, die na die Wende opging in de CDU van de Bondsrepubliek. Bij de eerste deelstaatverkiezingen sinds de Duitse hereniging, gehouden in oktober 1990, werd Althaus verkozen in het parlement (de Landdag) van Thüringen. Twee jaar later benoemde toenmalig minister-president Bernhard Vogel hem tot minister van Cultuur en Onderwijs in de Thüringse regering. Na zijn ministerschap, dat hij ruim zeven jaar bekleedde, werd Althaus in 1999 aangesteld als fractieleider van de CDU in de Landdag en in 2000 als partijvoorzitter in Thüringen.
Toen regeringsleider Bernhard Vogel in juni 2003 voortijdig aftrad, werd Althaus naar voren geschoven als zijn opvolger en daarmee de nieuwe minister-president van Thüringen. Hij erfde een kabinet dat louter bestond uit CDU-politici, gevormd na de verkiezingen van 1999 waarbij de christendemocraten een absolute meerderheid bemachtigd hadden. Vanaf november 2003 was Althaus tevens gedurende een jaar president van de Bondsraad.
In juni 2004 werden nieuwe deelstaatverkiezingen gehouden en trad Althaus voor het eerst aan als lijsttrekker. Onder zijn leiding bleef de CDU, ondanks enig verlies, veruit de grootste partij van Thüringen en behield de partij er haar absolute meerderheid. In het hierop geformeerde kabinet-Althaus II, dat tot 2009 zou regeren, waren wederom geen andere partijen vertegenwoordigd. Een forse terugval volgde bij de verkiezingen van augustus 2009, waarbij de CDU nog maar 31,2% van de stemmen behaalde en afhankelijk werd van coalitiepartners. Omdat een samenwerking met Die Linke niet realistisch was en een zogenaamde Jamaica-coalitie van CDU, FDP en Bündnis 90/Die Grünen niet kon steunen op voldoende zetels, werd gekeken naar de vorming van een Grote coalitie met de SPD. De sociaaldemocraten stelden echter de voorwaarde alleen te willen onderhandelen als Althaus, tegen wie zij jarenlang oppositie hadden gevoerd, plaats zou maken voor een ander gezicht. Althaus gaf hieraan toe en besloot terug te treden uit de politiek. In oktober 2009 werd hij, als partijleider en als minister-president, opgevolgd door Christine Lieberknecht. In 2010 verliet hij ook de Landdag om zich voortaan op het bedrijfsleven te richten.

### Ski-ongeval
Tijdens zijn laatste jaar als minister-president, in januari 2009, veroorzaakte Althaus in het Oostenrijkse Stiermarken een zwaar ski-ongeval. Hij nam een helling in de verkeerde richting en kwam in botsing met een 41-jarige Slowaakse vrouw, die als gevolg hiervan om het leven kwam. Althaus zelf liep bij het ongeluk hersenletsel op. Beiden waren ervaren skiërs, al droeg de vrouw geen skihelm. In maart 2009 werd Althaus veroordeeld tot een boete van 33.300 euro en een schadevergoeding van 5.000 euro wegens dood door schuld. De zaak werd breed uitgemeten in de Duitse media.
- Gemeinsame Normdatei: 131958364
- International Standard Name Identifier: 0000 0000 5491 3375
- Library of Congress Control Number: n82155876
- Virtual International Authority File: 65153543
- WorldCat: E39PBJv8DF7DMDfbP8WYxhx4bd